# نیکلاس نیلین
نیکلاس نیلین (سوئدی: Niclas Nyhlén؛ زادهٔ ۲۱ مارس ۱۹۶۶) بازیکن فوتبال اهل سوئد بود.
از باشگاه‌هایی که در آن بازی کرده‌است می‌توان به باشگاه فوتبال هالمستاد، باشگاه فوتبال لوکوموتیو لایپزیگ، باشگاه فوتبال ایر یونایتد، باشگاه فوتبال مالمو، باشگاه فوتبال کوزنتسا کالچو، باشگاه فوتبال دالیان هایچانگ، و باشگاه فوتبال وویوودینا اشاره کرد.
وی همچنین در تیم ملی فوتبال سوئد بازی کرده‌است.